# Serramonacesca
Serramonacesca är en ort och kommun i provinsen Pescara i regionen Abruzzo i Italien. Kommunen hade 541 invånare (2018).